# UPB1
UPB1 (англ. Beta-ureidopropionase 1) – білок, який кодується однойменним геном, розташованим у людей на короткому плечі 22-ї хромосоми. Довжина поліпептидного ланцюга білка становить 384 амінокислот, а молекулярна маса — 43 166.
| 10         |  | 20         |  | 30         |  | 40         |  | 50         |
| ---------- |  | ---------- |  | ---------- |  | ---------- |  | ---------- |
| MAGAEWKSLE |  | ECLEKHLPLP |  | DLQEVKRVLY |  | GKELRKLDLP |  | REAFEAASRE |
| DFELQGYAFE |  | AAEEQLRRPR |  | IVHVGLVQNR |  | IPLPANAPVA |  | EQVSALHRRI |
| KAIVEVAAMC |  | GVNIICFQEA |  | WTMPFAFCTR |  | EKLPWTEFAE |  | SAEDGPTTRF |
| CQKLAKNHDM |  | VVVSPILERD |  | SEHGDVLWNT |  | AVVISNSGAV |  | LGKTRKNHIP |
| RVGDFNESTY |  | YMEGNLGHPV |  | FQTQFGRIAV |  | NICYGRHHPL |  | NWLMYSINGA |
| EIIFNPSATI |  | GALSESLWPI |  | EARNAAIANH |  | CFTCAINRVG |  | TEHFPNEFTS |
| GDGKKAHQDF |  | GYFYGSSYVA |  | APDSSRTPGL |  | SRSRDGLLVA |  | KLDLNLCQQV |
| NDVWNFKMTG |  | RYEMYARELA |  | EAVKSNYSPT |  | IVKE       |  |            |

A: Аланін

C: Цистеїн

D: Аспарагінова кислота

E: Глутамінова кислота

F: Фенілаланін

G: Гліцин

H: Гістидин

I: Ізолейцин

K: Лізин

L: Лейцин

M: Метіонін

N: Аспарагін

P: Пролін

Q: Глутамін

R: Аргінін

S: Серин

T: Треонін

V: Валін

W: Триптофан

Кодований геном білок за функціями належить до гідролаз, фосфопротеїнів. 
Білок має сайт для зв'язування з іонами металів, іоном цинку. 
Локалізований у цитоплазмі.